# Metropolregion Santarém
Die Metropolregion Santarém, portugiesisch Região Metropolitana de Santarém, ist eine Metropolregion im brasilianischen Bundesstaat Pará. Sie wurde am 17. Januar 2012 per Gesetz eingerichtet und hat ihren Sitz in der Stadt Santarém. Sie besteht aus den Städten Santarém, Belterra und Mojuí dos Campos.

## Demografie und Ausdehnung
Bei einer Fläche von 27.285 km² hatte sie eine Bevölkerungszahl von 336.273 Einwohnern (Schätzung Juli 2018), was einer Bevölkerungsdichte von 12,3 Einwohner pro km² entspricht.
| Santarém         | 294.580     | 302.667 | 17.898,389 |
| Belterra         | 16.318      | 17.624  | 4.398,418  |
| Mojuí dos Campos | Neugründung | 15.982  | 4.988,236  |
| Insgesamt        |             | 336.273 | 27.285,043 |